# Wimbledon Club Open
Le Wimbledon Club Open est un tournoi de squash masculin qui se tient en mai au Wimbledon Club à Wimbledon. Le tournoi a été remplacé par le tournoi Optasia Championships, qui a déménagé de Weybridge à Wimbledon. Le directeur du tournoi était Stacey Ross.

## Palmarès
| Année | Champion           | Finaliste             | Score en finale   |
| ----- | ------------------ | --------------------- | ----------------- |
| 2019  | Marwan El Shorbagy | Iker Pajares Bernabeu | 13-11, 11-7, 11-6 |
| 2018  | Mathieu Castagnet  | Tom Richards          | 11-6, 11-9, 11-6  |
| 2017  | Alan Clyne         | Tom Richards          | 11-3, 11-9, 11-6  |
| 2016  | James Willstrop    | Omar Abdel Meguid     | 11-3, 11-9, 11-6  |